# Crépuscule nautique
Le crépuscule nautique est une forme de crépuscule observable quand le Soleil est abaissé entre 6° et 12° sous l'horizon. Le ciel devient quasiment noir et la plupart des étoiles deviennent visibles durant cette période. Cette période correspond à l'heure bleue des photographes.

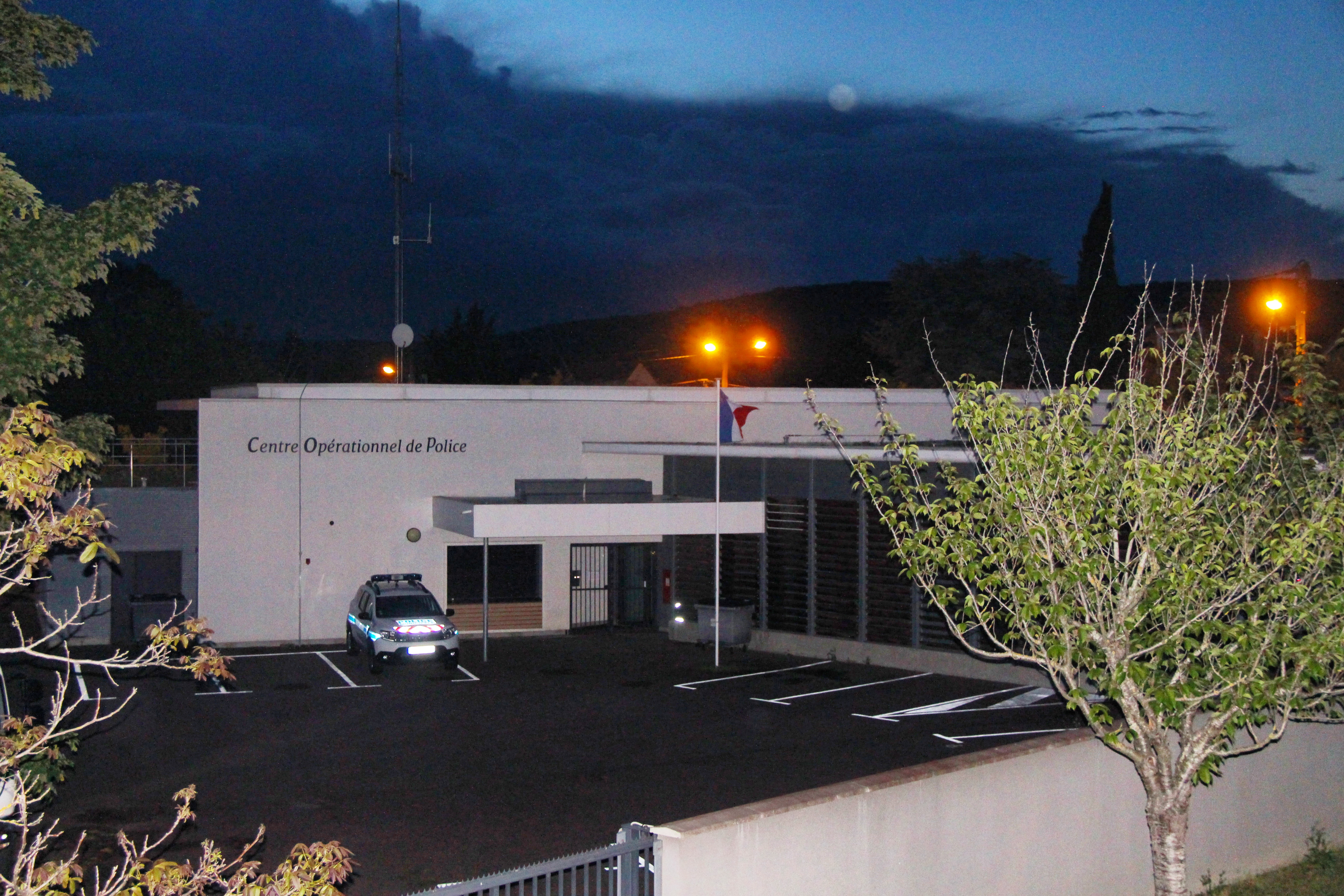
Crépuscule nautique à Vernouillet.

On parle de crépuscule civil lorsque le Soleil est situé entre 0° et 6° sous l'horizon et de crépuscule astronomique entre 12° et 18°.